# 98 Degrees
98 Degrees (estilizado como 98°) é uma boy band estadunidense nomeado ao Grammy Award, que consiste dos irmãos Nick e Drew Lachey, Justin Jeffre e Jeff Timmons. O grupo foi formado por Jeff em Los Angeles, Califórnia embora todos os seus membros sejam originários de Ohio.
Diferente de muitas boy bands, eles se formaram independentemente e mais tarde conseguiram contrato com uma gravadora, ao invés de serem formados por uma gravadora ou produtor. Eles venderam cerca de 8 milhões de discos e tiveram oito singles no Top 40 americano. Do final dos anos 90 ao início da década de 2000, o grupo alcançou os cinco primeiros lugares da Billboard Hot 100 com as canções "Give Me Just One Night (Una Noche)", "Because of You", "The Hardest Thing" e "Thank God I Found You"(com Mariah Carey e Joe); os últimos como artistas destacados, liderando as paradas também tornando-se sua primeira e única música número um.

## História

### Início
A história do grupo começa com Jeff Timmons que estudava psicologia na Universidade de Kent. Em uma festa da faculdade ele decide se unir com alguns amigos para impressionar as garotas da festa, eles cantam "My Girl" em uma harmonia de quatro partes. Achando que tinha soado tão bem quanto imaginavam resolveram seguir adiante. Jeff resolve se mudar para Los Angeles com seu colega da School for Creative and Performing Arts (SCPA), John Lippman e os demais. Almejando conseguir um contrato com uma gravadora para o grupo que tinham formado. Decepcionados com tantas falhas o primeiro grupo se desfez em sua estadia inicial em Los Angeles; porém, John sugeriu a Jeff que entrasse em contato com Nick Lachey para formar um novo grupo. Prontamente Nick aceita a oferta e vai ao encontro dos dois. Em pouco tempo John decide sair do grupo e para fechar repor as perdas que tiveram, Nick chama Justin Jeffre que também atendia à SCPA e seu irmão mais novo, Drew Lachey que estava em Brooklyn, Nova York trabalhando como técnico de médico de emergência. Sendo essa a formação definitiva do grupo. Depois de várias tentativas de nomes para o grupo como Just Us, Next Issue, e Verse Four, o quarteto escolheu 98 Degrees como o nome final.  Segundo eles o nome condiz mais com a atmosfera de calor e romance presente em suas músicas.

### Assinatura com a Motown Records
Exercendo uma série de trabalhos não convencionais para financiar seus shows, o grupo continuou a se aprimorar e se espelhar em grupos como Take 6, Jodeci e Boyz II Men como inspiração. Mesmo não tendo êxito divulgar suas fitas demo nos bastidores de um concerto dos Boyz II Men, o grupo foi convidado para cantar em uma rádio local. Onde eles chamaram a atenção de Paris D'Jon, empresário do cantor Montell Jordan. Que rapidamente os colocou para abrir os shows de Jordan e se tornou empresário do grupo, e desta forma assinaram contrato com a Motown Records no fim da turnê. Apesar de terem obtido o contrato com a gravadora, o grupo sofreu preconceito por parte dela, por ser o único grupo de rapazes caucasianos e todos serem do centro-oeste estadunidense. Eles se mudaram para Nova Iorque, chegando lá o presidente da gravadora disse que eles nunca deveriam ter ido à Nova Iorque, se contradizendo na outra semana que se eles não tivessem se mudado para lá, o álbum deles nunca sairia, a gravadora arranjou para eles um apartamento que custava $3000 por mês, cujo custo saiu do próprio grupo. Do nada o grupo teve que mudar para a pior parte do Brooklyn,com pessoas acampadas ao redor da U-haul e a loja de conveniência na rua, era alvo de crimes.

### 1997:98 Degrees
Em 1997, o grupo lançou seu primeiro single, "Invisible Man" entrando no Billboard Hot 100 em 12º lugar. Levando o álbum a ser lançado em pouco tempo e alcançando disco de ouro. Entretanto, o grupo ainda estava longe de um início promissor. Seis meses depois a gravadora relança o álbum com uma nova faixa como single, "Was It Something I Didn't Say". Composta por Diane Warren, para continuar no olhar do público. O grupo também entrou em turnê na Ásia, onde faziam mais sucesso. Mesmo assim o grupo não conseguiu alcançar sua meta no resto do mundo, tendo sido sobressaído por outros grupos que já deslanchavam naquele momento.

### 1998:98 Degrees and Rising
Esperando aumentar as vendas no próprio país, o próximo álbum 98 Degrees and Rising foi mais calculado que o primeiro álbum. Embora ele tenha mantido o estilo R&B em algumas faixas, boa parte do álbum de focou mais em baladas românticas como as canções "Because of You", "The Hardest Thing" e "I Do (Cherish You)". Cada uma entrou no Top 10 do chart da Billboard Hot 100. O álbum também contou com a canção "True to Your Heart", um dueto com Stevie Wonder composta primeiramente para a trilha sonora da animação da Disney, Mulan. A canção falhou a entrar nos charts estadunidenses mas teve êxito em alguns países europeus, alcançando o 16° lugar no  Hit Parade neerlandês. Entretanto, o maior sucesso do grupo foi "Because of You", que entrou em terceiro lugar no Hot 100 dos EUA e em quinto no Canadian Singles Chart, se tornando platina. Depois a canção "The Hardest Thing" seguiu o sucesso alcançando a quinta posição no Billboard Hot 100 sendo certificado como ouro e "I Do (Cherish You)" que alcançou o nono lugar no Top 40 dos EUA, fazendo parte da trilha sonora do filme Um Lugar Chamado Notting Hill. Em 27 de janeiro de 2000 o álbum 98 Degrees and Rising se tornou disco quadruplo de platina.

### 1999:This Christmas
Em 19 de outubro de 1999, o grupo começou a explorar mais o mundo musical lançando um álbum natalino, This Christmas, que lançou o single "This Gift" em 37° lugar no top 40 e em 40° no Bilboard Hot 100. O álbum por sua vez alcançou o 2° lugar no Holiday Albums, 7° lugar no Catalog Albums e o 27° lugar no Billboard 200. O álbum também ganhou o certificado de disco de platina em 22 de dezembro de 1999. O grupo também apareceu como convidado especial no especial de natal da cantora gospel, Amy Grant na CBS, A Christmas to Remember. O romance de Nick Lachey com a cantora Jessica Simpson que abria os shows do grupo, também ajudou na popularidade do quarteto que rendeu um dueto entre o casal no primeiro álbum da cantora, Sweet Kisses. O single "Where You Are" se tornou trilha sonora do filme Seu Amor, Meu Destino entrando no Billboard Hot 100 em 62° lugar.

### 2000-2001:Revelatione colaboração
Antes do lançamento de seu novo álbum, o grupo gravou um dueto com Mariah Carey e Joe. A canção intitulada "Thank God I Found You" estreou em 15° lugar no Top 40, virou disco de ouro e foi nomeada ao Grammy Awards de 2000 por Melhor Colaboração Pop com Vocais. Em 12 de setembro de 2000, os 98 Degrees lançam o primeiro single de seu novo álbum Revelation, "Give Me Just One Night (Una Noche)". O single entrou em 2° lugar no Billboard Hot 100 e certificado ouro. No dia 26 de setembro o álbum é finalmente lançado, alcançando o 2° lugar no Billboard 200, se tornando 2x platina em janeiro de 2001.
Dois meses depois do primeiro single, o grupo lança "My Everything", uma balada romântica co-escrita por Jeff e Nick. Apesar do esforço do clipe contendo a participação especial de Jessica Simpson, a canção não conseguiu tanta revisão como as baladas posteriores e a primeira canção do álbum, conseguindo entrar somente no Top 40 dos EUA em 22° lugar. O terceiro single, "The Way You Want Me To" não conseguiu nenhum grande feito entretanto.
O grupo teve sua última apresentação juntamente com Luther Vandross e Usher, cantando na Madison Square no especial de 30 anos de Michael Jackson como artista solo. Eles cantaram o hit "Man in the Mirror".

### 2002-2006:The Collectione hiato
Em 2002, os 98 Degrees lançam o álbum compilatório, The Collection, com o novo single "Why (Are We Still Friends)". O single entrou no Taiwan Top 10; neste ponto o quarteto vendeu mais de 10 milhões de discos. Um jogo de tabuleiro envolvendo a história do grupo assim como as músicas foi lançado para ajudar no marketing entre os fãs mais fervorosos.
O grupo decidiu dar um tempo para seguir outras ambições e oportunidades. Drew Lachey disse no site do grupo que os 98 Degrees não se separaram e que estão somente em um hiato.
Nick Lachey casou-se com a cantora Jessica Simpson e ambos participaram de um reality show chamado Newlyweds que visava mostrar a vida de recém-casados do casal. O programa atingiu um sucesso inesperado alcançando a aundiência de  2,4 a 2.7 milhões de telespectadores por semana. Nick lançou sem primeiro álbum solo intitulado SoulO e Jeff Timmons um álbum independente de nome Whisper That Way. E Justin concorreu a prefeito de Cincinnati, Ohio e atualmente trabalhando com ativistas da área e projetos de mídias indpendentes.
Nick e Jessica se divorciaram no final de 2005, com Nick lançando seu novo álbum What's Left of Me em 2006, com faixas falando de seu problema com a separação. Enquanto Drew e sua esposa tiveram sua primeira filha logo depois de ser o vencedor na segunda temporada de Dancing with the Stars.

### 2007-2009: Novas aparições e trabalhos solo
Já em 2007 Jeff participou do reality show da VH1, Man Band. Jeff também apareceu juntamente com Justin para darem seu apoio a Ralph Nader com uma performance no Super Rally de Ralph em Minneapolis.
Nick tem trabalhado em seu terceiro álbum solo e lançou o primeiro single do mesmo, "Patience" em 27 de janeiro de 2009 ("Patience" é uma cover do grupo britânico Take That) e o segundo single "All In My Head" em abril do mesmo ano. E Jeff estava com um hit na Ásia, chamado "Emotional High".

### 2012-2018: Reunião,2.0eLet It Snow
Em 20 de junho de 2012, Nick e Drew Lachey anunciaram no programa de Ryan Seacrest que o grupo iria se reunir para uma apresentação única no Mixtape Festival, em Hershey, PA, em agosto. O grupo também se apresentou no The Today Show em 17 de agosto.
Em entrevista à Rolling Stone em 26 de julho de 2012, Drew Lachey revelou que uma semana antes, o grupo teve seu primeiro ensaio em mais de uma década. Ele também explicou que o grupo decidiu voltar juntos, porque eles estavam todos naquele lugar em suas vidas onde eles se sentiram confortáveis com comprometendo-se a estar em um grupo novo, e eles também sentiram que o momento é certo, porque a música pop ao redor está de volta. "A música é muito cíclica. Você passa por estágios de rock, etapas de R&B, fases de rap … É uma batalha difícil se você tentar e fazer pop durante um estágio rap", diz Lachey. Sobre o futuro do grupo, disse que eles têm atualmente nenhum plano além de suas performances no The Today Show e no Mixtape Festival.
Em setembro de 2012, Drew Lachey revelou que o grupo vai voltar ao estúdio para gravar um novo álbum em outubro. Em 22 de janeiro de 2013, o grupo apareceu no The View, juntamente com New Kids on the Block e Boyz II Men para anunciar a sua turnê conjunta que terá lugar no verão de 2013. Essa turnê tem sido chamado "The Package" e os 12 membros em turnê (Boyz II Men, com três membros, NKOTB com 5 membros e 98 Degrees com 4 membros), brincando, se referem a si mesmos como "The Dirty Dozen" (Uma dúzia de sujos, em português).
"Microphone", o primeiro single em 11 anos, foi lançado nas rádios americanas em 2 de abril de 2013.
O novo álbum, 2.0 foi lançado em 7 de maio de 2013, e incluí canções de Bruno Mars e Ne-Yo. "Estamos muito animados para trazer os nossos fãs novas músicas e sair na estrada", disse Nick Lachey em um comunicado à USA Today. "Este é um bom tempo".
Em julho de 2016, eles se reagruparam novamente para liderar o My2K Tour, sua primeira turnê principal em 15 anos. Eles foram apoiados por O-Town, Ryan Cabrera e Dream, reunindo uma lista de artistas pop que foram populares no final dos anos 90 e início dos anos 2000 em locais maiores.
Em 2017, eles voltaram para a Universal Music e lançaram seu segundo álbum de Natal, Let It Snow, por causa de seu 20º aniversário. O single se chama "Season of Love" e o vídeoclipe tem a participação do ex-NSYNC Joey Fatone. Eles fizeram a turnê do álbum, 98° at Christmas Tour, em novembro de 2018.
Em 23 de novembro de 2017, a banda fez uma aparição musical de 90 segundos na Macy's Thanksgiving Day Parade, realizada na cidade de Nova York.
Em 21 de maio de 2018 a banda fez uma aparição musical cantando "The Hardest Thing" e "I Do (Cherish You)". Eles cantaram as músicas no Miss USA, enquanto as três últimas garotas faziam sua última caminhada no palco. De 15 a 16 de outubro de 2018, 98 Degrees apareceu no Epcot no Walt Disney World como parte da série de shows Eat To The Beat durante o Food and Wine Festival anual.

### 2021-presente:Full Circle
Em 9 de julho de 2021, a banda lançou o single "Where Do You Want to Go", seu primeiro lançamento desde o álbum de 2013. O grupo começou uma campanha chamada 98 Days of Summer (98 dias de verão), gravou novas faixas e trabalhou com produtores como DJ Lux para remixar sucessos como "The Hardest Thing" e "Invisible Man" para o EP de remixes Summer of 98.
O 98 Degrees se juntou ao cantor country canadense Brett Kissel no single "Ain't the Same" em abril de 2022.
O grupo fez uma parceria com a gravadora XOXO Entertainment Corp. Eles lançaram os singles, "GOT U", em 15 de novembro de 2024 e "Stranger Things (Have Happened)", em 30 de abril de 2025. O novo álbum intitulado Full Circle foi lançado em 9 de maio de 2025.

## Influências
O grupo tem influências em Boyz II Men, The Platters, Take 6, The Four Tops, The Stylistics, entre outros.

## Integrantes
- Nick Lachey (1996-2002, 2012-presente)
- Jeff Timmons (1996-2002, 2012-presente)
- Justin Jeffre (1996-2002, 2012-presente)
- Drew Lachey (1996-2002, 2012-presente)

## Discografia

### Álbuns de estúdio
- 98 Degrees (1997)
- 98 Degrees and Rising (1998)
- This Christmas (1999)
- Revelation (2000)
- 2.0 (2013)
- Let It Snow (2017)
- Full Circle (2025)

## Turnês
Como atração principal
- Heat It Up Tour (1999)
- Revelation Tour (2001)
- My2K Tour (2016) (com Dream, O-Town e Ryan Cabrera)
- 98° at Christmas Tour (2017, 2018)
- An Evening with 98 Degrees (2019-2020)
- Fall 2024 Tour (2024)
- 2025 Tour (2025)

Como banda participante
- All That! Music and More Festival (1999) (com Monica, Aaron Carter, B*Witched, 3rd Storee, Tatyana Ali e No Authority)
- The Package Tour (2013) (com New Kids on the Block e Boyz II Men)